# 水島弘
水島 弘（みずしま ひろし、1932年9月11日 - 2005年6月19日）は、日本の俳優。劇団四季創設期のメンバーのひとり。宮城県仙台市生まれ。東京都出身。本名は水島 弘道（みずしま ひろみち）。

## 人物
東京都立石神井高等学校、東京大学文学部仏文科卒業。
大学在学中にフランス演劇に魅せられたことから、劇団四季の結成に参加。
声優として参加した『大鉄人17』では、感情の無い巨大コンピューターであるブレインを、気品のあるバリトンで演じきった。
1993年の『オペラ座の怪人』を最後に病気療養に入り、2005年6月19日に肺炎のため、死去。

## 出演

### ミュージカル
- オペラ座の怪人
- ハムレット
- 白痴
- なよたけ
- 信長記

### 映画
- 暗殺
- 夕陽に赤い俺の顔
- 涙を獅子のたて髪に
- 化石の森
- とべない沈黙
- 宇宙からのメッセージ（1978年） - 総司令官の声
- それから

### テレビ
- 北条政子
- こんばんは21世紀（1964年、東京12チャンネル）
- 天皇の世紀 第一部（1971年、TBS） - 板倉勝静
- 紫頭巾事件帖 第17話「岡っ引き殺人事件」（1972年、東京12チャンネル） - 三河屋
- 白い牙（1974年、NTV） - ナレーター
- 非情のライセンス 第2シリーズ 第32話「兇悪のバラード」（1975年、NET） - 高垣
- 大鉄人17（1977年、TBS） - ブレインの声
- 土曜ドラマ / 松本清張シリーズ・たずね人（1977年、NHK） - 立花英一郎
- 噂の刑事トミーとマツ（1980年） - 村井
- 真田太平記（1985年 - 1986年、NHK） - 池田長門守

### 吹き替え
- 未知の世界（1960年、NTV） - グラント[5]、ハンソン[6]
- あの胸にもういちど（1974年、NTV） - ダニエル〈アラン・ドロン〉

### ラジオドラマ
- 愛と死のほとり（1964年、KR） - 男[7]

## 親族
父親の岡本一（まこと）は、山口県出身で東京帝国大学卒業後、鉄道省入省、のちに西武鉄道の幹部となり堤康次郎に仕えたが、1950年に妻と8人の子を残して脳出血で54歳で死去。鉄道省時代の後輩佐藤栄作とは同郷同学で親しく、兄の岸信介とも友人だった。